# Moala flavovittatus
Moala flavovittatus är en skalbaggsart som beskrevs av Dillon 1952. Moala flavovittatus ingår i släktet Moala och familjen långhorningar.
Artens utbredningsområde är Fiji. Inga underarter finns listade i Catalogue of Life.